# 葵つかさ
葵 つかさ（あおい つかさ、1990年〈平成2年〉8月14日 - ）は、日本の元AV女優、元グラビアアイドルである。エイトマン所属。

## 来歴
2008年、18歳でアイドルとしてデビュー。テレビのレギュラーも獲得。しかしグラビアアイドルとしては金銭的に稼げず、「事務所の人に『勝てる戦いしいや』って言われて」、内心は嫌だったものの2010年10月、『絶対少女 葵つかさ』でアダルトビデオデビュー。超大型契約が結ばれる。「日本一制服が似合う女の子」というコンセプトでデビューしたことから、制服作品が多数を占めた。
2011年2月、『サイゾー』の表紙を飾る。同誌で現役AV女優が表紙に選ばれることは初めてであった。
2012年2月、スカパー!アダルト放送大賞でFLASH賞を受賞する。
2012年8月、初主演映画『女囚701号 さそり外伝 第41雑居房』が公開。
2012年12月、WBA世界フライ級王座決定戦（井岡一翔対ホセ・ロドリゲス戦）のラウンドガールに抜擢。
2013年8月、『FNS27時間テレビ』の「さんま・中居の今夜も眠れない」のラブメイト10に5位ランクイン。
2015年5月、アリスJAPANとの契約を終え、エスワンへ移籍。
2015年9月、恵比寿マスカッツのメンバーに選ばれる。ちなみに番組内での『第4回 何か？選抜総選挙』ではマジで抱きたい女総選挙1位を獲得する。
2016年5月、DMMアダルトアワードでスペシャルプレゼンテーター賞を受賞。
2018年7月、恵比寿マスカッツを卒業。同年12月、葵つかさを被写体にした展覧会、『（NOT）RESTRICTED-18　-18禁の解放-　葵つかさANIMATION ART展』を原宿＃FR2　GALLERY1で開催。
2019年3月1日、FANZAアダルトアワード2019最優秀女優賞にノミネート。2020年5月、徳間書店調査の「現役AV女優セクシー総選挙」で総合3位を獲得。同調査・大阪40代・50代では1位得票であった。
2021年3月、出演した『※台本一切無し!!ハメ撮り!すっぴん!何でもアリ!葵つかさのスケベ本性剥き出しSEX!!ガチで二人きりの温泉旅行でヤリまくった生々しすぎる超レアなエロス200％動画』が週刊プレイボーイ選定「2021年エロデミー賞」長編ドキュメンタリー映画賞を受賞。2021年4月に発表されたアサヒ芸能「2021現役AV女優SEXY総選挙」で第4位。2021年8月発表「読者300人が選んだFLASH 2021セクシー女優ランキング」読者投票3位。
2022年3月、集英社『週刊プレイボーイ』2022年エロデミー賞において、出演した『【ASMR主観・JOI・ド迫力肉感映像】葵つかさお姉さんの過激ちんしこサポート』が音響賞受賞。2022年5月に発表されたアサヒ芸能「2022現役AV女優SEXY総選挙」で第3位。
2023年5月に発表されたアサヒ芸能「2023現役AV女優SEXY総選挙」第3位。同年6月19日週FANZA通販フロアランキングにて出演した『エスワンファン感謝祭』（ブルーレイディスク版）が初登場1位を記録。DVD版も4位にランクイン。同作は6月26日週も1位を維持した（DVD版は5位）。同作は7月17日週FANZA動画フロアランキング1位も記録。
FANZA動画フロア2024年2月度月間AV女優ランキングで8位を記録。2024年4月発売『アサヒ芸能』発表「2024現役AV女優セクシー総選挙」において総合4位となる。2025年6月度FANZA動画フロア月間AV女優ランキング7位。
2025年7月20日のインスタグラムで「2025年8月17日をもって、葵つかさとしての活動を引退します」と引退を発表。8月5日 - 17日までギャラリー・ルデコで開催の写真展『葵つかさ　生きる。』が最後の活動となることを明かした。引退報道を受け同年7月14日週FANZA動画フロアランキングでは、2022年発売の『葵つかさ 12周年 最新12タイトル全コーナー収録12時間スペシャル』が7位まで急上昇した。

## 人物
恵比寿マスカッツでのニックネームは、「宇宙戦士」。マスカッツには2年在籍したが当時はグループも厳しく、メンバー同士がバチバチしていたといい、後年この原因として葵は、センターポジションを任されることが多かったにもかかわらずダンスが下手だったことを挙げている。なお同時期メンバーであった上原亜衣とはグループ時代はしゃべったことがなかったという。
特技はピアノ、サックス。
2017年7月発売の『完全緊縛されて無理やり犯●れた無毛若妻 葵つかさ』でパイパンにして以降は、下腹部を脱毛している。

## 作品

### イメージビデオ
- あおい少女（2009年12月18日、竹書房）
- 恋少女×H（2010年8月2日、日本メディアサプライ）
- エロキュート（2011年3月29日、オルスタックピクチャーズ）
- エロキュート2（2012年1月30日、オルスタックピクチャーズ）
- 裸美人（2012年5月31日、つくばテレビ）
- 美女湯けむり物語 摂津峡温泉編（2012年8月17日、マーレーインターナショナル）
- ALL NUDE（2012年8月25日、エアーコントロール）
- Real X（2013年5月31日、彩文館）
- エロキュート3（2016年3月30日、オルスタックピクチャーズ）

### アダルトビデオ（AV）

#### アリスJAPAN
2010年
- 絶対少女（10月8日）
- 聖アリス学院（11月12日）
- 本能を呼び覚ます濃厚なる4つのSEX（12月10日）

2011年
- 女尻（1月14日）
- 南国少女（2月11日）
- 出会って4秒で合体（3月11日）
- あなただけ見つめて 〜つかさとボクのドキドキSEX〜（4月8日）
- 終わらないお掃除フェラ（5月13日）
- 専属女優 葵つかさの超高級ソープ!（6月10日）
- セクスポ!（7月8日）
- 妹が裸族でガマンできない（8月12日）
- お祭り女（9月9日）
- 君と雨宿り（10月14日）
- 二番目の父に悪戯されて（11月11日）
- ずっと！コッチ見てエッチ（12月9日）

2012年
- AVアイドル撮影会（1月13日）
- 出会って4秒で合体アゲイン（2月10日）
- SEX48　<国民的アイドルコスde四十八手>（3月9日）
- つかさとイク！早漏改善合宿（4月13日）
- 会心の一撃顔射（5月11日）
- 筆おろしの湯〜童貞専門お風呂屋さん（6月8日）
- 男子校潜入捜査官（7月13日）
- 汗だく汁まみれ性交（8月10日）
- メンズ潮吹きエステへようこそ（9月14日）
- 満開アリスた~ず（9月14日）
- ナースdeニャンニャン（10月12日）
- 大イカセ乱交（11月9日）
- あの娘はハミ尻女子校生（12月14日）

2013年
- つかさ先生がイク!?家庭教師とトライ!!（1月11日）
- イキ我慢選手権（2月8日）
- オナニーがやめられない！（3月8日）
- レイプ狂い（4月12日）
- 13発!!ヤリすぎ連続射精（5月10日）
- いつでも即フェラ若奥様（6月24日）
- キス魔な彼女（7月26日）
- 競泳水着ソープランド（8月23日）
- レイプ学園 文化祭ストリップショー（9月27日）
- 浪速娘の関西弁と淫語交尾（10月25日）
- デビュー3周年まとめベスト（11月22日）
- スチュワーデス調教志願（12月27日）

2014年
- つかさ先生のぶっかけ教室（1月24日）
- 潮吹き覚醒（2月28日）
- 和服美人の誘惑（3月28日）
- 新入社員はセクハラ痴女（4月25日）
- アリスJAPAN30周年記念　「フラッシュパラダイス」から「逆ソープ天国」まで歴代人気シリーズに全部出ちゃいまスペシャル!!（5月23日）
- お下品なフェラチオでしゃぶらせて（6月27日）
- 女医輪姦レイプ（7月25日）
- 酔うと出てくるスケベキャラ（8月22日）
- オンリー騎乗位 （9月26日）
- 私を犯した叔父と10年ぶりに再会（10月24日）
- つかさとの身が持たない新婚生活（11月28日）
- 3回射精したら無料になる風俗店（12月26日）

2015年
- 僕だけのヌードモデル（1月23日）
- 完全主観でレイプされる（2月27日）
- vs黒人（3月23日）
- 下着姿でうろつく姉（4月24日）
- 最終連続絶頂アクメ（5月22日）

#### エスワン
2015年
- 専属NO.1STYLE 葵つかさエスワンデビュー（6月19日）[27]
- 下着モデルをさせられて…（7月19日）[28]
- 超高級風俗嬢…（8月19日）
- エスワン七姉妹と同棲ハーレム性活 (9月1日)
- 美乳がチラリ…（9月19日）
- 秘密捜査官の女 ドラッグ奴隷に堕ちたクローザー（10月19日）
- 中から出てくる白濁汁 葵つかさ（11月19日）
- S1ファン感謝祭 葵つかさのS級テクニックに我慢できたらガチSEX (12月19日)
- エスワン七姉妹と同棲ハーレム性活　後編（12月19日）

2016年
- エスワン2大専属共演 夢の美少女サンドイッチ逆3Pフルコース 葵つかさ 小島みなみ（1月19日）
- おま●こ、くぱぁ。 葵つかさ（2月19日）
- おしっこ解禁 失禁・大洪水スペシャル 葵つかさ（3月19日）
- 交わる体液、濃密セックス 葵つかさ（4月19日）
- 盗撮リアルドキュメント！ 密着44日、葵つかさのプライベートを激撮し、カメラマンを装ったベテランナンパ師に引っ掛かって、SEXまでしちゃった一部始終（5月19日）
- S1×ATTACKERSスペシャルコラボ企畫 夫の目の前で犯されて― 葵つかさ 円満夫婦の落日（6月19日）
- 童貞君のために生乳、生尻、生マ●コ見せつけ生おかずオナニーサービス。 SEX夢見る童貞チ●ポを優しすぎる葵つかさは筆下ろししてあげるの？あげないの？（7月19日）
- 葵つかさ S1ギリモザ8時間ベスト（8月7日）※ Blu-ray同時発売
- 完全固定されて身動きが取れない葵つかさ 腰がガクガク砕けるまでイッてもイッても止めない無限ピストンSEX（8月19日）
- 1ヵ月間セックスもオナニーも禁止されムラムラ全開でアドレナリン爆発！痙攣しまくり性欲剥き出しFUCK 葵つかさ（9月19日）
- ATTACKERS×S1スペシャルコラボ企画 あなた、許して…。 思い出迷子2（10月7日）
- 葵つかさが人生で一番酔っぱらって乱れた夜（11月19日）
- エグイ接吻、ディープスロート、イラマチオ。全力クチま●こマニアックス 葵つかさ（12月25日）

2017年
- 「つかさのお尻を使ってヌいてあげる」 葵つかさの桃尻マニア大集合！尻に8発！チ●ポ抜きまくり巨尻オフ会（2月1日）
- 世界一薄っす～いコンドームつけて子作りおねだり淫語　中年オヤジと妊娠懇願ねっとりハメまくり新婚ごっこ 葵つかさ（3月1日）
- 満員電車内でイキ我慢しても無理矢理イカされるデカ尻OL通勤痴漢 葵つかさ（4月1日）
- 着たまま漏らしちゃうほど我慢できない限界ギリギリ大量おしっこ 葵つかさ（5月1日）
- 葵つかさ S1 8時間ベストVol.2（5月7日）※ Blu-ray同時発売
- 完全緊縛されて無理やり犯された無毛若妻 葵つかさ（7月1日）
- 婚約者（彼氏）と出席した同窓会で泥酔姦 輪姦され続けた人生ドン底6日間 葵つかさ（8月1日）
- 既婚男性限定ファン感謝祭 葵つかさと一日愛人契約～家庭を忘れS1女優と欲望の限りを尽くす！ガチ寝取り不倫性交ドキュメント～（9月13日）
- 夫不在の一週間、義父に犯され続け巨根狂いとなった若妻 葵つかさ（10月7日）
- 泥酔乱交NTR 僕の愛妻は普段清楚なのに飲み会になるとマ○コおっぴろげて他人棒をハメたがる隠れ淫乱ビッチ（11月1日）
- エスワン2大専属女優共演 ミラクル美少女W大量潮吹きエクスタシー4時間スペシャル 橋本ありな＆葵つかさ （11月19日）

2018年
- 完全拘束レ●プで強制お漏らし大失禁 葵つかさ（1月1日）
- 大乱交解禁!! チ●ポ23本VS葵つかさ 常に肉棒を求めてイカセ合うノンストップ大量射精24連発 超乱交スペシャル（2月7日）
- 清楚な若妻ばかりを狙う痙攣・エビ反りオイルマッサージ店 葵つかさ（3月1日）
- 「あなた…ごめんなさい」私、旦那がお風呂に入っている30分の間、いつも義父に抱かれています。 葵つかさ（4月1日）
- 生徒全員に輪姦された人妻女教師 葵つかさ（４月19日）
- すぐそばに嫁がいるのに僕に跨りﾋｿﾋｿ密着誘惑してくるささやき隠語お姉さん 葵つかさ(5月19日)
- 執拗な焦らしと寸止めで極限まで感度を高めた恍惚ｷﾒｾｸ大絶頂FUCK 葵つかさ(6月19日)
- 葵つかさ　S1 8時間ベストvol.3(7月7日)※ Blu-ray同時発売
- 愛する夫のために人妻が風俗に陥った理由 葵つかさ(7月19日)
- 監禁され集団レ○プされた特殊任務捜査官（8月19日）[29]
- 僕の前でいつも極限露出誘惑してくる日焼けボディ見せつけ半裸お姉さん（9月19日）
- キャビンアテダント鬼畜輪姦レ●プ～標的にされた美人CA～（10月19日）
- 僕が不在の2日間､彼女が他の男と朝から晩までヤリまくっていた胸糞映像（11月19日）
- 超ぬるぬるローションテクニック＆黄金比ボディでご奉仕してくれる最高級巨乳つかさメイド（12月19日）
- エスワン15周年スペシャル大共演 第3弾 超豪華S1女優大集合 素人チ●ポをヌキまくりハメまくり夢の大乱交！ ファン大感謝祭ツアー（12月19日)

2019年
- 図書館サイレント痴漢～公衆の面前で犯された若妻～（1月19日）
- むっちり下半身見せつけ挑発騎乗位でハメまくるデカ尻つかさ先生（2月19日）
- 寝取らレ●プ 社員旅行の1泊2日の間､あなたの上司にずっと私は犯され続けました｡（3月19日）
- 蒸れたパンスト匂う不倫残業（4月19日）
- 日常的に犯す目的で結婚された美人妻　初夜からはじまるレ●プストーリー（5月19日）
- 動けない患者と痴女ナースの完全主導射精施術 葵つかさ（6月19日）
- 上司が出張で不在中、上司の妻とめちゃくちゃハメまくった3日間。（7月19日）
- 葵つかさ 4周年記念ベスト 最新14タイトル77コーナー8時間スペシャル（8月7日）※ Blu-ray同時発売
- 痴漢サークルに輪姦された痴漢囮捜査官つかさ（8月19日）
- ボクを助けてくれた人事部の葵さんが犯されているのを見て鬱勃起。(9月19日)
- ゾクゾク感じる淫語セラピーとジワ～っと感じるスローセックスサロン（10月19日）
- 向かいに越してきた隣人妻の絶倫セックスに溺れた僕（11月19日）
- ずっと憧れだった上司の妻つかささんと布団の中でこっそり密着セックスに没頭したボク。 (12月19日)[30]
- S1豪華絢爛ドリーム大共演2019 ファン感謝祭!大大大乱交!夢のハーレムソープ!超豪華3本立て伝説の270分 (12月19日) [31] ※Blu-ray 同時発売

2020年
- 同窓会NTR 嫁を昔弄んで捨てたクズすぎる元カレにまさか寝取られるなんて…（1月19日）
- 「この娘、セレブ妻気取ってウザいんだよね。溜まった精子、全部出してイイよ。」 親友に裏切られてクソ底辺な男達に犯され続ける輪姦アクメ動画（2月19日）
- ※台本一切無し！！ハメ撮り！すっぴん！何でもアリ！ 葵つかさのスケベ本性剥き出しSEX！！ガチで二人きりの温泉旅行でヤリまくった生々しすぎる超レアなエロス200％動画（3月19日）[32]
- 泥酔してボクの部屋へ間違って入ってきた隣の絶倫美人妻と翌朝までセックスしまくった。（4月19日）
- 義父の濃厚な舌技で舐め堕ちした美人妻（5月19日）
- 葵つかさの筆おろしデリバリー！！濃厚キスから初挿入まで完全主導のお任せ童貞卒業サービス（6月19日）
- 兄貴の元カノに死ぬほど痴女られた僕（7月19日）
- 暴風雨で憧れの女上司と二人きり。僕たちはオフィスで狂ったようにSEXしまくった…（8月7日）
- 働くお姉さんとスリリングな浮気 パートナー不在中の脳汁溢れる背徳性交×5（8月19日）
- 濡れ透けて露出した兄嫁のブラジャーにボクは我慢できず、全てぶち撒けたゲリラ豪雨の夕暮れ。（9月19日）
- 葵つかさAV10周年記念作品 S1全タイトル収録58作品12時間BEST（10月7日）
- 「ホテルで休憩しよっか」 酔いつぶれた僕が美人上司2人組に介抱され精子が枯れるまで射精させられた全裸の2次会（10月7日）
- ボクの人生を狂わせた担任教師に童貞を奪われてから早10年経ちました。（10月19日）
- 葵つかさと素人さんが完全二人きり！！ 1対1でみっちり超集中ご奉仕するAV10周年記念ファン大大大感謝祭スペシャル（11月19日）
- 葵つかさの“舐めたがり”性交 顔面、尻穴、つま先まで全身しゃぶり唾液だっくだく舐め尽くしスペシャル（12月19日）

2021年
- 「あなた、ごめんなさい…」家庭を守るために繰り返す大家さんとのふしだらな密会（1月19日）
- ど田舎の夏はヤルことがなくて隣の美人奥さんの誘惑に乗っかり毎日じっとり汗だく交尾（2月7日）[33]
- 一ヶ月間の禁欲の果てに彼女のルームメイト2人と浮気SEXだけに没頭した彼女不在の3日間。（2月19日）
- 酔わせたら9割9分ヤレる女 ～酒入ると下半身ゆるゆるパンチラしっぱなしオンナと朝までSEX～ 葵つかさ（3月3日）
- 最高の受け身オナニー体験へ！ 【ASMR主観・JOI・ド迫力肉感映像】葵つかさお姉さんの過激ちんしこサポート（4月19日）
- 葵つかさの誘惑エロス50本番8時間（5月19日）※ベスト盤
- 美人上司と童貞部下が出張先の相部屋ホテルで…いたずら誘惑を真に受けた部下が追撃射精の絶倫性交 葵つかさ（5月19日）
- 絶頂の向こう側でイッてイッてイキまくる確変オーガズム状態のまま24時間耐久で一生分ハメまくった葵つかさのヤバい性交（6月19日）
- 1ヶ月間の出張から帰ったその瞬間から清楚妻が金玉カラッぽになるまでチ●ポしゃぶりをやめてくれない（7月19日）
- 深夜23時、終電逃し出張先のポツンと一軒宿で嫌いな上司と相部屋に…。 絶倫中年オヤジにひたすらイカされ続け気がつけば朝になっていた…（8月19日）
- どすけべ淫語と全身舐めしゃぶりマッサージで金玉枯れるまでヌイてくれる葵つかさ式メンズエステ（9月24日）
- 結婚しているのに葵つかさ（本人）に誘われたらヤル？ヤラナイ？ 究極の2択 同窓会NTR誘惑体験映像（10月22日）
- The Legend of No.1 STYLE 葵つかさデビュー11周年メモリアルBEST最新14タイトル収録8時間（11月5日）
- 変幻自在の乳首弄りで喘いだボクを情熱的なベロキスで黙らせる彼女のお姉さん（11月19日）
- 最高のオンナ葵つかさが人生最高に尽くす一生忘れられない1日限定愛人契約（12月28日）

2022年
- 【VR】超接近ドキドキ顔面15cm覆い被さり床ドンVR（1月13日）
- 彼女の綺麗なお姉さんと二人きり… 突然のベロキス、イヤラしく舐め尽くされてセックス三昧 こんな僕って最低ですか…？（1月25日）
- 【VR】オナニー指示じゃ満足できない！つかさの指示に従って私とエッチしようよ？最高のオナニー体験のためのSEX指示VR（2月14日）
- 葵つかさが皆の居る前で背後からあなたに密着ささやき逆痴漢するわよ（2月22日）
- 【VR】＜正面・右耳・左耳＞３方向から同時に脳内トロトロ淫語ささやき 葵つかさ×3人！？新感覚ハーレムASMR特化VR（3月10日）
- 大嫌いな義父に媚薬を盛られ… 他人棒キメセクNTR（3月22日）
- 【VR】呼びつけたら秒で即フェラしてくれるおしゃぶり狂いの超美人セフレ 全5コーナー! 7発ドッピュン! 130分!（3月30日）
- 【VR】密室空間で超絶美女から犯されちゃうッ! M男の潜在願望かなえる激シコ逆痴漢お姉さん（4月26日）
- 禁欲でSEXに飢えた葵つかさを絶倫自慢M男くん宅に派遣したら… あり得ないほどエロ相性バッチリだった。（4月26日）
- 才色兼備な女上司が思う存分に羽目を外し僕を連れ回す【週末限定】裏顔デート（5月24日）
- 葵つかさ嬢の超ゴージャス風俗 VVVIP10店舗スペシャル（6月28日）
- 【VR】こんなハードピストンSEXがしたかった! 俺のチ●ポで葵つかさをイカせまくる怒涛の追撃ピストンVR（6月30日）
- 大富豪の俺は、セレブ美女とシャンパン飲んで、好きなだけヤッて、そして贅沢に暮らすゴージャス同棲性活（7月26日）
- 「ピストンのクセがすごいってえぇぇえ!!!」突いて、突いて、イキ果てたヴァ●ナにダメ押しの膣内イキ無制限ピストン! 限界突破からのポルチオアクメ…無数の絶倫チ●ポで激・激・激ピストンの連打…葵つかさ、壊れる。（8月23日）
- こんな美尻とセックスしたい 美しきお姉さんの麗しのビューティフルヒップMANIAX（9月27日）
- シン・交わる体液、濃密セックス 完全ノーカット5本番（10月25日）
- 葵つかさ 12周年 最新12タイトル全コーナー収録12時間スペシャル（12月13日）※Blu-ray 同時発売
- 24時間ぶっ通しで3人のM男クン達のお宅に‘葵つかさ’が緊急突撃! アドリブ全開で痴女っちゃうエロエロ淫語お姉さんの1日7発射精ドキュメント（12月27日）※Blu-ray 同時発売

2023年
- 【囁き淫語をバイノーラル録音/背徳興奮シチュエーション/美顔アップ近距離映像】 誘惑セクシーボイスお姉さんの究極淫語で鬼ジコリしませんか?（2月14日）※Blu-ray 同時発売
- 【VR】アナタの五感を刺激する葵つかさのシコシコサポートラグジュアリーVR（3月7日）
- 理想のセフレ女 上品な見た目とは裏腹にいきなり淫乱になり男を喜ばせたくて相手の性癖に応えまくり女のくせして絶倫性欲の葵つかさが毎夜ヤる。（3月14日）
- 友人夫婦と4人で温泉旅行中、美人過ぎる友人奥さんが僕を明らかに誘惑！？ 愛妻に内緒でW不倫セックス…ヤる？ヤラない？ 葵つかさ（4月11日）
- 【VR】葵つかさVR史上最も生々しいSEX！！ 主観（手持ち）＆客観（置きカメ）のWアングルにこだわったシン・ハメ撮りVR（5月6日）
- 仕事できる美人上司と恋仲になり、いつでもどこでも彼女の絶倫性欲を満たすヤリチン彼氏として挿れまくった僕。 葵つかさ（5月9日）
- 拘束されたM男を搾り尽くすエレガントS女‘葵つかさ’様（6月13日）
- フェザータッチ感度上げ 猥褻マッサージ ポルチオ責め 強力媚薬 拘束強力玩具責め ヤッてないこと全部ヤる！【※閲覧要注意】極限トランス突破ヤバい絶頂FUCK！ 葵つかさ（7月11日）
- スーパースター女優と大乱交 激レア共演S1ファン感謝祭（7月25日）
- 緩急自在なスロー陰茎マッサージで焦らしからの大量射精へと導く美しき回春痴女お姉さま 葵つかさ（8月8日）
- 憧れの美貌を持つ社長夫人がいまや夫の借金をカラダで返す未亡人 葵つかさ（9月12日）
- 経験豊富な人妻のズバ抜けた舌使いと腰使いに棒立ちのまま何度も何度も射精されまくった僕。 葵つかさ（10月20日）
- 患者ペニスで性欲解消する絶倫女医の逆夜●い深夜回診 葵つかさ（11月14日）
- クリトリス・乳首・子宮を大失禁するほど覚醒させた過去10年で最もヤバい限界ヴァギナ開発 葵つかさ（12月12日）

2024年
- セレブ人妻の欲求不満を解消する簡単なサポートのお仕事しませんか？ 葵つかさ（1月9日）
- 容姿端麗の女上司とまさかの相部屋 AM0:00 酔った先輩は童貞の僕でも押せばヤレそうです 葵つかさ（2月13日）
- 【VR】AV女優の彼女に勝手に引け目を感じて 倦怠期、セックスレス…でも大好きで諦めたくなくて腹割って話すうちに無性にヤリたくなって 2年ぶりに、つかさと愛し合う。 葵つかさ（3月4日）
- プロポーズ前夜、不倫になる前に元カノ‘葵つかさ’にひたすら犯●れたい…（3月12日）
- 顔面国宝‘葵つかさ’から 美顔ゼロ距離で淫語誘惑され 寝取られるAV（4月9日）
- 有名AV女優の彼氏になって AVみたいなSEXに明け暮れた 愛とエロまみれの30日間 葵つかさ（5月14日）
- 日常で出会った働くお姉さん 葵つかさの脳トロ淫語とフル勃起テクでチ●ポ馬鹿にしてもらいたい。（6月11日）
- 義父にレ●プされ心底嫌なのにキスされるだけで無抵抗に濡れてしまう唇が敏感すぎる美人妻 葵つかさ（7月9日）
- キレイ系‘女上司’とカワイイ系‘女部下’との社内2股がバレて…嫉妬に狂い僕のチ●ポを奪い合うSEXスキル抜群な彼女達に一晩中抜かれまくった僕 葵つかさ miru（8月11日）
- 葵つかさが肉体もヌキ技も体液も朝まで男1人に全てブチ撒けた！ 贅沢で生々しい、女優歴14年のAVテク全出しハメ撮りFUCK（9月10日）[34]

### オリジナルビデオ
- ドキドキ！アリスた〜ず★ Vol.1（2012年8月17日、つくばテレビ）
- 絶対綺麗 TONARI NO お姉さん First Love（2012年11月2日、アメイジングD.C.）
- 絶対綺麗 TONARI NO お姉さん LOVEMOTION（2012年11月2日、アメイジングD.C.）
- 女囚701号 さそり外伝 第41雑居房（2012年11月2日、竹書房）
- 三代目は女子高生（2012年11月16日、オールイン エンタテインメント）
- ゴッドタン キス我慢選手権ニューワールド（2013年3月20日、ポニーキャニオン）
- ゴッドタン キス我慢選手権 THE MOVIE（2013年11月20日、ポニーキャニオン）
- ゴッドタン マジ歌選手権 マキシマム 第2の劇団ひとりオーディションを収録（2014年3月19日、ポニーキャニオン）

### トレーディングカード
- AVC ジューシーハニー Vol.15（2011年2月26日、ミント） - 小倉奈々とセット
- AVC ジューシーハニー プレミアムエディション 2011（2011年12月10日、ミント） - 明日花キララ・加藤リナとセット
- AVC ジューシーハニー Vol.23（2013年10月12日、ミント） - 明日花キララ・あやみ旬果とセット
- AVC ジューシーハニー THE DELUXE（2016年8月27日、ミント） - 天使もえ・あやみ旬果・沖田杏梨とセット
- 葵つかさオフィシャルカードコレクション～魅せてあ☆げ☆る～（2016年11月26日、CJ ジュートク）

## 出版

### 写真集
- 絶対少女（2010年11月12日、双葉社、撮影：横山こうじ）ISBN 978-4575302677
- らぶぱら（2011年7月27日、竹書房、撮影：マキハラススム）ISBN 978-4812446591
- 甜秘蜜 SWEET SECRETS（2012年7月27日、Ying Kang Ming、撮影：米原康正） - 台湾限定発売
- 光（2012年9月21日、ジーオーティー、撮影：沢渡朔）ISBN 978-4860848729
- 葵（2013年4月26日、彩文館出版、撮影：野川イサム）ISBN 978-4775605370
- 恋人（2016年1月26日、徳間書店、撮影：篠原潔）ISBN 978-4-19-864087-3
- AS I AM―あるがままに―（2018年5月29日、徳間書店、撮影：近井沙妃）ISBN 978-4-19-864619-6
- 葵つかさ（2021年3月30日、徳間書店、撮影：西田幸樹）ISBN 978-4198652708[35]
- 葵つかさ〈完全版〉（2025年7月28日、徳間書店、撮影：西田幸樹）[36]
- 202010141729 - 202010141755（2025年8月5日）108部限定[36]
- 生きる。（2025年8月20日、徳間書店、撮影：西田幸樹）[36]

### フォトブック
- Masquerade -マスカレード-（2019年9月20日、徳間書店、撮影：近井沙妃）ISBN 978-4198649401

### モデル
- 『 NUDIALITY vol.1 』 - slender & glamour nude pose book（2015/8/25、ワニブックス）春菜はなと共演
- 東京の恋人（2017年5月31日、玄光社、撮影：笠井爾示）ISBN 978-4-7683-0855-4）
- スーパー・ポーズブック Sexy編2(2017年11月8日、コスミック・アート・グラフィック、撮影：島本耕司)

### 雑誌連載
- 週刊実話「新SEX治療淫」（2017年8月24日・31日号No.32号- ）- 連載

## 出演

### テレビ番組

#### 過去のレギュラー番組
- マスカットナイト（2015年10月8日 - 2017年3月30日、テレビ東京） - レギュラー
- マスカットナイト・フィーバー!!!（2017年4月6日 - 9月28日、テレビ東京） - レギュラー
- 恵比寿マスカッツ横丁!（2017年10月5日 - 2017年12月28日、テレビ東京） - レギュラー

#### その他の出演
- オナゴコロ（サンテレビ）
- アイドルスナイパー（テレビ大阪）
- そこツボ（2010年7月18日・8月1日、千葉テレビ、TOKYO MX）
- おとなの子守唄（サンテレビ）
- そこウサ（2011年6月23日・9月20日、千葉テレビ、TOKYO MX）
- 胸キュン!アリスたーず（2011年10月16日 - 2012年3月18日、エンタ!371） - アリスた～ずとして。
- ビ〜チ9（2011年7月30日・8月27日・9月24日、テレビ埼玉）
- シャバダバの空に（2011年11月28日、関西テレビ）
- ビートたけしのあと5回だけヤラせてTV（2011年12月29日、TBS）
- ドキドキ!アリスた〜ず★（2012年4月17日 - 9月20日、エンタ!371） - アリスた～ずとして。
- 恋クル リサイクル（2012年8月2日・9日、関西テレビ）
- ゴッドタン（テレビ東京）
  - 第6回キス我慢選手権 劇団ひとりSP（2012年10月4日・7日）
  - 第2の劇団ひとりオーディション（2013年11月17日）
- ビートたけしのあと6回だけヤラせてTV（2012年12月28日、TBS）
- 志村&鶴瓶のあぶない交遊録（2013年1月2日、テレビ朝日）
- ケンコバのバコバコテレビ（2014年8月 - 2015年1月、サンテレビ）
- もう!バカリズムさんのドH!（NOTTV）
  - セクシー女優エピソード0 葵つかさ（2014年10月27日）
  - エッチな下乳の描き方を学ぼう!（2014年11月24日）
  - クイズ本当にあったHなタイトル（2015年1月24日・3月23日・4月27日）
- イワクラと吉住の番組（2022年10月26日・11月2日、テレビ朝日）

### テレビドラマ
- 求愛365（True love 365）（2013年4月、中国テレビ、TVBS娯楽チャンネル） - 葵司 役[37][38]

### ウェブドラマ
- 全裸監督2（2021年6月24日 全話配信、Netflix） - 葉山麗子 役[39][40]

### ウェブバラエティ
- ロンドンハーツABEMA特別編（2022年5月31日、ABEMA）アンケート協力[41]
- 愛のハイエナ（2025年7月1日 - 22日、ABEMA）[42]

### ラジオ番組
- 博多華丸・大吉のアリスた〜ず★最前線!（2011年10月 - 2012年9月、ラジオ大阪）

### 映画
- 臨場 劇場版（2012年6月、東映）
- 女囚701号さそり外伝 第41雑居房（2012年8月、新東宝）
- ゴッドタン キス我慢選手権 THE MOVIE（2013年6月、東宝） 葵つかさ役
- 3D豪情（2014年4月3日、香港）淮山杞子役
- ある優しき殺人者の記録（2014年9月、日活） ツカサ役[43][44]
- ビジランテ（2017年12月9日公開）

### オリジナルビデオ
- 絶対綺麗 TONARI NO お姉さん First Love（2012年）水咲つかさ役
- 絶対綺麗 TONARI NO お姉さん LOVEMOTION（2012年）水咲つかさ役

### イメージガール
- 「ザ・ベストローション」イメージモデル
- 「スーパーマックス」イメージモデル

### ゲーム
- 新宿スカウトバトル（2019年、DMM GAMES）‐ 葵つかさ 役（追加イベント・キャラクター）
- 社長と美女たちの二重奏（2024年3月6日[45]、CREAM SOFT）- 藍原妃翠 役[46]

### パチンコ
- CRジューシーハニー（2014年12月、サンセイアールアンドディ）
- PジューシーハニーH（ハーレム）（2023年5月、サンセイアールアンドディ）

## 事件
2016年5月30日、「小金井の二の舞いになりたいか？　気をつけて夜中一人で、外を歩く時は」等とTwitterで「死神」というアカウントから脅迫を受けた。翌月、このツイートを行った岡山県のパート従業員の49歳男性が逮捕された。